# Storia degli ebrei in Tunisia

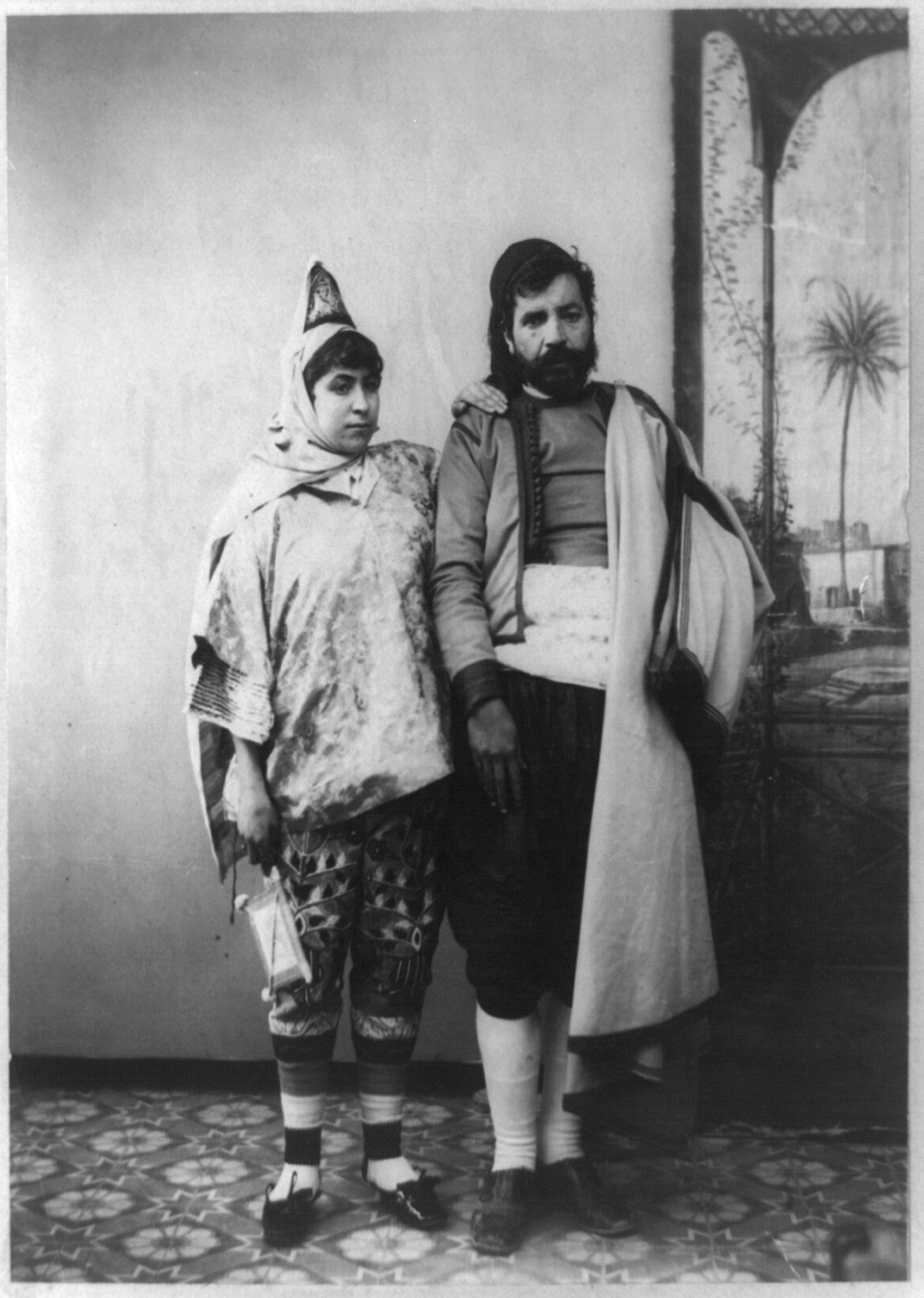
Una coppia di ebrei tunisini, inizi del XX secolo

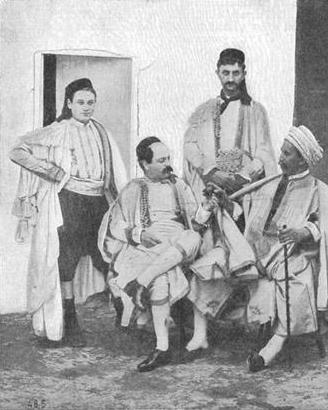
Gruppo di ebrei tunisini, nel 1900

Gli ebrei sono presenti in Tunisia da circa 2000 anni.
Dopo la conquista musulmana dell'Ifriqiya, gli ebrei vissero periodi di grande prosperità e tolleranza alternati a periodi di discriminazione. L'arrivo sul territorio di ebrei espulsi dalla Penisola iberica dopo il 1492 cambiò notevolmente l'aspetto della comunità. La situazione economica, sociale e culturale migliorò con l'avvento del Protettorato francese, prima di essere compromessa durante la seconda guerra mondiale, con l'occupazione del paese nordafricano da parte dell'Asse.
La creazione di Israele nel 1948 sollevò una reazione generalizzata antisionista e poi antiebraica nel mondo arabo. Furono nazionalizzate le imprese e arabizzate l'istruzione e una parte dell'amministrazione. Gli ebrei iniziarono a lasciare la Tunisia in massa dal 1950, a causa dei problemi insorti e dell'atmosfera ostile generata dalla crisi di Biserta nel 1961 e la guerra dei sei giorni nel 1967. La popolazione ebraica della Tunisia, stimata di circa 100.000 persone nel 1948, nel 2003 era ridotta a circa 1.500 persone. Questi ebrei vivono principalmente a Tunisi e a Gerba, con comunità anche a Sfax, Susa e Nabeul.
Gli ebrei tunisini emigrarono principalmente verso Israele e la Francia, dove mantennero la loro identità di comunità e le loro tradizioni, in gran parte dipendenti dall'Ebraismo sefardita. Il Giudaismo di Gerba, in particolare, è considerato quello più fedele alle tradizioni, in quanto è rimasto al di fuori della sfera di influenza delle correnti moderniste.

## Storiografia
La storia degli ebrei tunisini (fino alla creazione del protettorato francese) venne studiata per la prima volta da David Cazès nel 1888 nel suo saggio sulla storia degli ebrei in Tunisia. Chouraqui (1952) e Haim Zeev Hirschberg (1965) fecero lo stesso, nel più ampio contesto della storia degli ebrei nordafricani. La ricerca sul tema venne poi approfondito da Robert Attal e Yitzhak Avrahami. Inoltre, varie istituzioni, tra cui il Museo di Etnologia e Folclore di Haifa, l'Università Ebraica di Gerusalemme, l'Istituto di Israele di musica liturgica e l'Istituto Ben-Zvi raccolgono elementi di cultura materiale (abiti tradizionali, ricami, pizzi, gioielli, ecc.), tradizioni (racconti popolari, canti liturgici, ecc.) e manoscritti, così come libri e giornali giudeo-arabi.

## Antichità

### Presunte origini
Gli ebrei tunisini rivendicano un'antichissima storia. Tuttavia, nessun documento ci permette di certificare formalmente la loro presenza prima del II secolo. Tra le ipotesi sulle loro origini:
- Alcuni storici, come David Cazès, Nahum Slouschz o Alfred Louis Delattre, suggeriscono, sulla base della descrizione biblica di strette relazioni basate sul commercio marittimo tra Hiram (re della città fenicia di Tiro) e Salomone (re di Israele), che gli ebrei avrebbero potuto essere parte dei fondatori della Fenicia, nonché di Cartagine nell'814 a.C.;
- una delle leggende sulla fondazione della comunità ebraica di Gerba, trascritta per la prima volta nel 1849, dice che dei Kohanim (membri della classe sacerdotale ebraica) si sarebbero rifugiati in Tunisia dopo la distruzione del Tempio di Salomone da parte di Nabucodonosor II nel 586 a.C..[5] Questi ebrei avrebbero conservato un lacerto del Tempio distrutto, conservandolo a Gerba, tant'è vero che Gerba è una meta di pellegrinaggio e venerazione ebraica ancora oggi.

### Sviluppo delle comunità sotto la dominazione romana

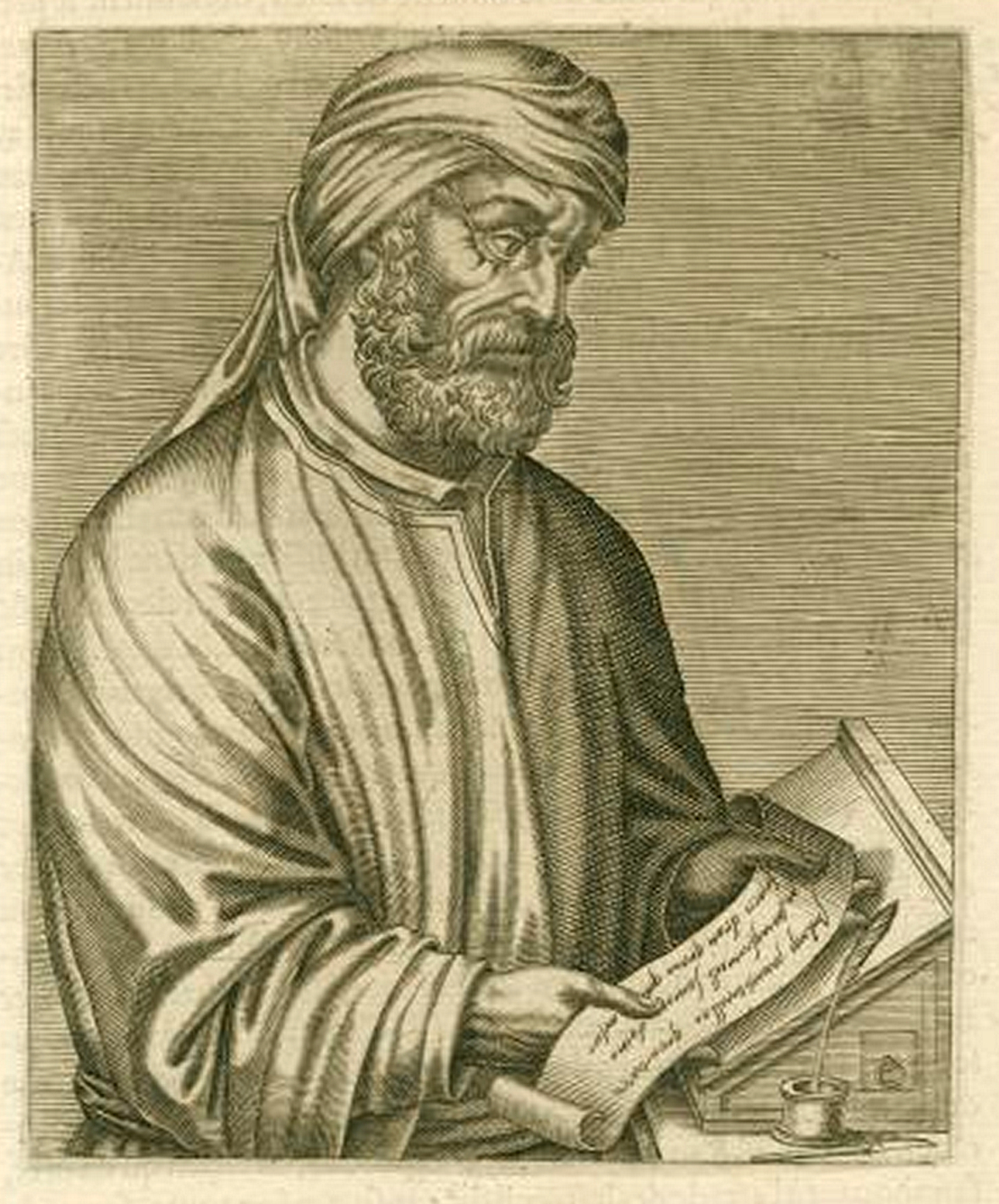
Tertulliano lottò contro l’espansione del giudaismo

Le prime testimonianze documentali della presenza degli ebrei in Tunisia risalgono al II secolo. Tertulliano descrive infatti le comunità ebraiche al fianco del quale vivono punici pagani giudaizzati, romani e berberi, il successo del proselitismo ebraico spinse le autorità pagane ad adottare misure giuridiche contro gli ebrei, mentre Tertulliano scrisse un pamphlet contro l'ebraismo.
Inoltre, Alfred Louis Delattre scoprì verso la fine del XIX secolo, le necropoli di Gammarth, composta da 200 camere scavate nella roccia. Ogni alloggio ospitante fino a 17 complessi di tombe (kokhim), contiene simboli ebraici ed epitaffi in ebraico, latino e greco. Una sinagoga del III secolo, fu scoperta a Naro (oggi Hammam Lif) nel 1883. Il mosaico che ricopre il terreno della sala principale, che riporta un'iscrizione latina che parla di sancta synagoga naronitana ("santa sinagoga di Naro") e motivi presenti in tutta l'Africa romana, attesta le capacità dei suoi membri e la qualità dei loro scambi con le altre popolazioni.
Altre comunità ebraiche sono attestate da riferimenti epigrafici e letterari ad Utica, Chemtou, Susa (Hadrumetum) e Thusuros (oggi Tozeur). Come gli altri ebrei dell'impero, quelli dell'Africa romana erano latinizzati, anche se conservavano la conoscenza della lingua greca. Secondo Agostino, solo i loro costumi, modellati da precetti religiosi ebraici (circoncisione, kasherut, osservanza di Shabbat, vestito modesto, li differenziavano dal resto della popolazione.
Intellettualmente, si impegnarono nella traduzione di testi per i cristiani. Economicamente, esercitarono varie attività quali l'agricoltura, l'allevamento del bestiame e il commercio. La loro situazione cambiò dopo l'Editto di Milano (313), gli ebrei vennero progressivamente esclusi dalla maggior parte delle funzioni pubbliche e il proselitismo fu severamente punito. La costruzione di nuove sinagoghe venne vietata alla fine del IV secolo.

### Tolleranza e persecuzione nel periodo vandalo e bizantino

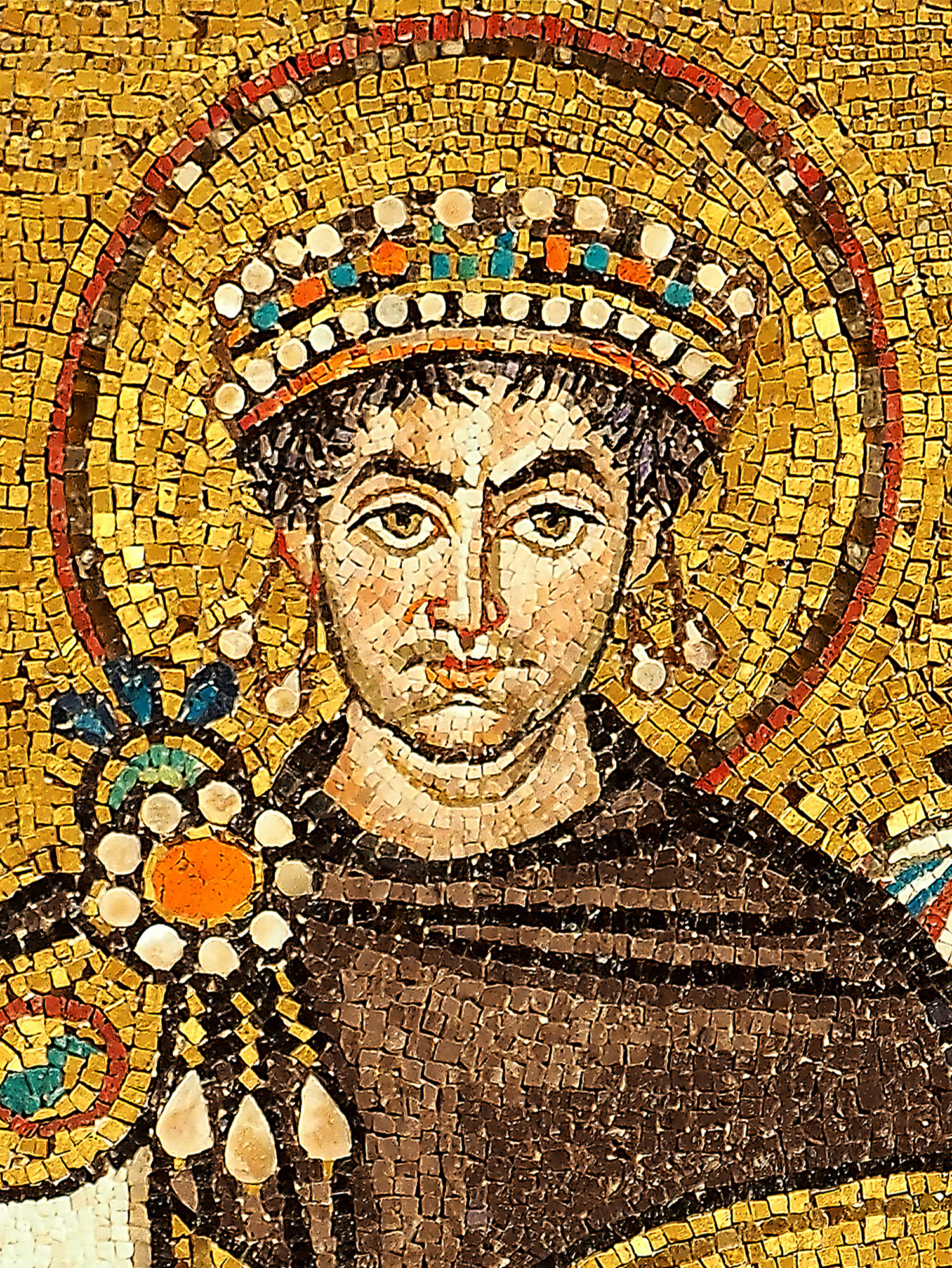
Giustiniano, imperatore bizantino che lanciò una dura persecuzione contro gli ebrei

L'arrivo dei Vandali (ariani, e quindi non allineati al Cristianesimo romano e costantinopolitano) all'inizio del V secolo inaugurò un periodo di tregua per gli ebrei, gli ebrei prosperarono economicamente, aiutando economicamente il re dei Vandali contro gli eserciti dell'imperatore Giustiniano.
La vittoria di Giustiniano nel 535 aprì il periodo dell'Esarcato d'Africa, iniziò un periodo di persecuzioni di ebrei, ariani, donatisti e pagani. Ancora una volta, vennero esclusi da tutte le cariche pubbliche, le loro sinagoghe vennero trasformate in chiese, il loro culto venne messo fuorilegge. Il governo applicò rigorosamente il codice Teodosiano contro di loro, continuando in tal modo le conversioni forzate. Se l'Imperatore Maurizio tentò di abrogare tali misure, i suoi successori ripresero le persecuzioni.
Alcuni ebrei fuggirono dai territori controllati dai Bizantini e si stabilirono nei monti o ai margini del deserto, in cui condussero una resistenza con l'appoggio delle tribù berbere, molti componenti dei quali si convertirono all'Ebraismo. Secondo altri storici, la giudaizzazione dei Berberi avvenne quattro secoli prima, con l'arrivo degli ebrei in fuga dalla repressione della rivolta in Cirenaica. Qualunque sia l'origine degli ebrei berberi, lo storico del XIV secolo Ibn Khaldun conferma la loro esistenza alla vigilia della conquista musulmana del Maghreb sulla base delle cronache arabe dell'XI secolo.

## Medioevo

### Nuovo status per gli ebrei sotto l'Islam
Con la conquista araba e l'arrivo dell'Islam in Tunisia nell'VIII secolo, i conquistatori lasciarono alla "Gente del Libro" la libertà religiosa in cambio della sottomissione politica al califfato, acquistando lo status di dhimmi. Era un patto di protezione che garantiva agli ebrei la libertà di culto, la possibilità di usare la legge mosaica per questioni interne alla comunità, il diritto alla proprietà e alla vita in cambio del pagamento di una tassa, la jizya, tassa che dovevano pagare solo gli uomini adulti liberi.
Gli ebrei si adattarono economicamente, culturalmente e linguisticamente nella società dei nuovi conquistatori, pur mantenendo le loro specificità culturali e religiose. L'arabizzazione fu più veloce nelle aree urbane, grazie all'arrivo di ebrei arabi dal Vicino Oriente.

### Apogeo culturale degli ebrei tunisini dopo la conquista islamica
Le condizioni di vita degli ebrei furono relativamente favorevoli durante il regno delle dinastie Aghlabide e Fatimide. Come testimoniano alcuni documenti di Geniza del Cairo, composte tra l'800 e il 1150, l'unica imposizione fatta agli ebrei tunisini era il pagamento della jizya. Gli ebrei lavorarono al servizio degli emiri, come tesorieri, esattori delle tasse e medici.
Qayrawan, che divenne la capitale degli Aghlabidi, era il centro principale della comunità, la città attirò migranti ebrei dalla Spagna islamica, dall'Italia e del Califfato abbaside. La comunità ebraica tunisina fu una delle maggiori comunità ebraiche del mondo tra il IX e l'XI secolo, periodo nel quale ebbe un grande sviluppo economico, culturale ed intellettuale, ·  garantendo, attraverso la corrispondenza con l'Accademia talmudica in Babilonia, la trasmissione dei loro insegnamenti alla Spagna islamica.

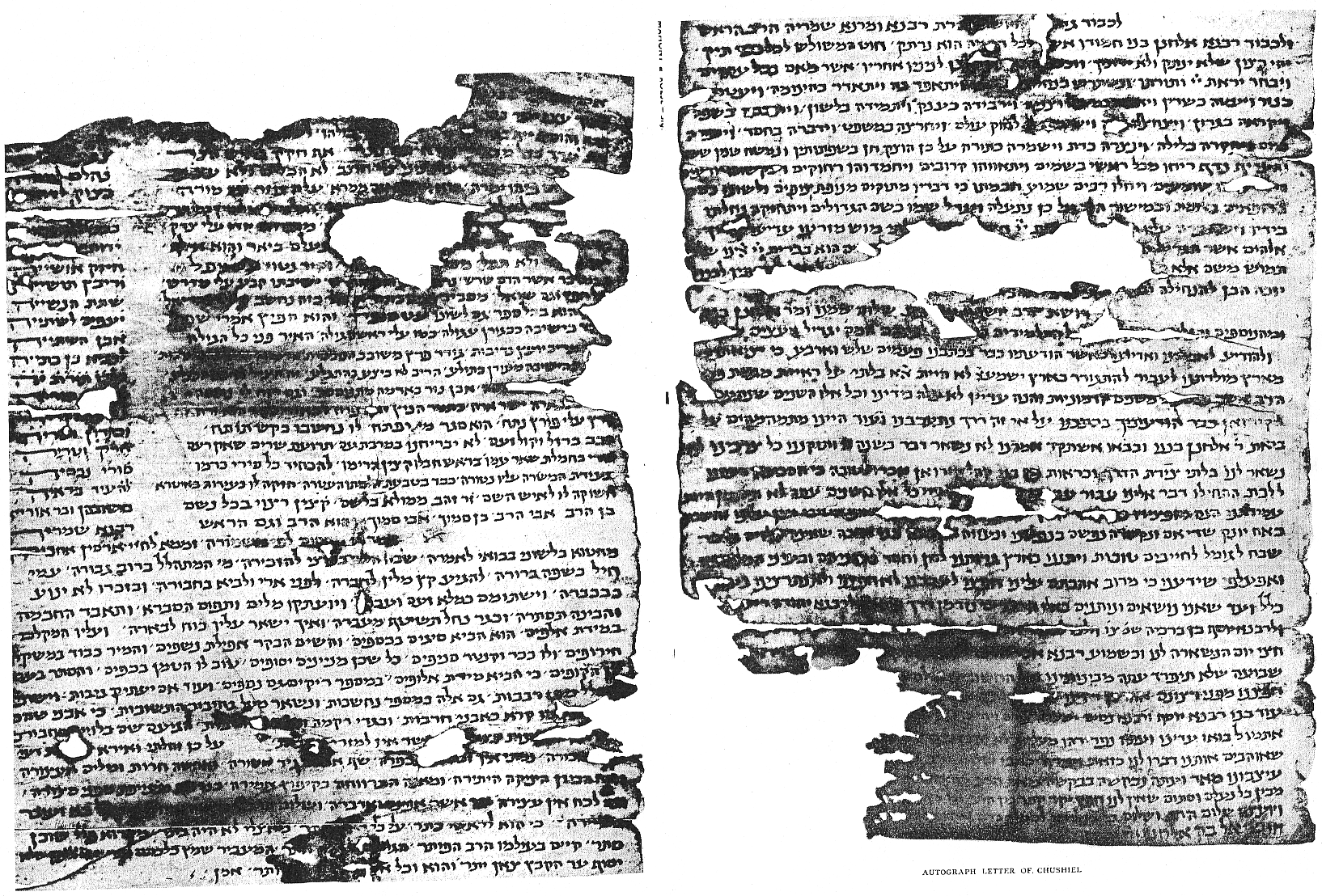
Lettera di Houshiel ben Elhanan

Un gran numero di grandi figure dell'ebraismo è associato alla città di Qayrawan. Di questi possiamo ricordare Isaac Israeli ben Solomon, medico privato dell'Emiro aghlabide Ziyadat Allah III e in seguito del fatimide Ubayd Allah al-Mahdi, nonché autore di vari trattati sulla medicina in lingua araba. Il suo discepolo, Dunash ibn Tamim, fu l'autore (o redattore finale) di un commento filosofico sul Sefer Yetzirah. Un altro discepolo, Ishaq ibn Imran, è considerato il fondatore della scuola filosofica e medica della Tunisia. Nissim Ben Jacob fu il rappresentante ufficiale dell'Accademia talmudica di Babilonia, attraverso l'esercizio delle funzioni tra la comunità tunisina e quella babilonese. Il suo successore Houshiel ben Elhanan, nativo di Bari, ma trasferitosi in Tunisia, sviluppò lo studio simultaneo sia del Talmud babilonese sia di quello di Gerusalemme. Suo figlio e discepolo Hananel ben Houshiel fu un importante studioso del Talmud. Alla sua morte, fu sostituito da un altro discepolo di suo padre, Nissim Ben Jacob, che forse stilò la prima raccolta di racconti della letteratura ebraica.
Ogni comunità era ora sotto l'autorità di un consiglio di notabili capeggiati da un capo (naggid), che amministrava le risorse necessarie per il corretto funzionamento delle diverse istituzioni: luoghi di culto, scuole, tribunali.
Gli ebrei tunisini erano fortemente coinvolti negli scambi commerciali con al-Andalus, l'Egitto e il Vicino Oriente. Raggruppati in quartieri distinti (anche se molti ebrei si stabilirono nei quartieri musulmani di Qayrawan in epoca fatimide), dove avevano le proprie case, le sinagoghe, le proprie scuole e i tribunali. Le città portuali di Mahdia, Susa, Sfax e Gabès subirono un afflusso costante di immigrati ebrei dal Levante fino alla fine dell'XI secolo. Ebbero monopoli commerciali sui traffici di gioielli, lavoravano anche nel settore tessile, come conciatori di pelli e calzolai, mentre le comunità rurali erano occupate nell'agricoltura (zafferano, henné, vite, ecc.).
Sotto la dinastia Aghlabide la città di Biserta ebbe un governatore ebreo.

### Un misto di tolleranza e persecuzione
La partenza dei Fatimidi dal Maghreb per l'Egitto nel 972 portò alla presa del potere da parte dei loro vassalli Ziridi, che alla fine ruppero coi Fatimidi qualsiasi legame di sottomissione politica e religiosa nella metà dell'XI secolo. Le tribù arabe dei Banu Hilal e dei Banu Sulaym vennero spedite in rappresaglia contro la Tunisia dai Fatimidi. Qayrawan venne presa e saccheggiata nel 1057. Dopo questo duro colpo molti ebrei iniziarono a emigrare verso le città costiere di Gabès, Sfax, Mahdia, Susa e Tunisi, ma anche a Bijaya e Tlemcen. Secondo la tradizione orale, furono autorizzati a trascorrere la notte all'interno delle mura di Tunisi dopo la campagna legale di Sidi Mahrez che ottenne per gli ebrei il diritto di stabilirsi in un quartiere specifico di Tunisi, la Hara, dove rimasero fino al XIX secolo.
L'avvento al potere della dinastia almohade fu un momento terribile per gli ebrei, furono costretti da 'Abd al-Mu'min a convertirsi all'Islam, fuggire o a alla morte. Ci furono molti massacri. Molti ebrei, solo esteriormente erano musulmani, in realtà continuarono a praticare il Giudaismo in segreto.
Nel 1226 gli Hafsidi - che in un primo tempo erano governatori vassalli della Tunisia per conto degli Almohadi - presero il potere totale sulla Tunisia rompendo i legami con gli Almohadi. Sotto la dinastia hafside, gli ebrei ripristinarono le comunità che esistevano prima del periodo almohade. La dhimma fu applicata in modo rigoroso, gli ebrei furono costretti a portare un vestito che li distinguesse dai musulmani, ma la sistematica persecuzione, l'esclusione sociale e l'ostruzione alla libertà di culto scomparvero sotto la nuova dinastia. Comparvero nuovi mestieri per gli ebrei: falegname, fabbro, incisore, produttore di sapone, nonché lavori al servizio della corte, coniatore di monete, traduttore.
Dal XV secolo, ogni comunità in ogni singola città tunisina divenne autonoma - riconosciuta dal governo dal momento in cui aveva almeno dieci uomini adulti - con sue peculiari istituzioni. Le diatribe giuridiche interne alla comunità venivano risolte da un capo (ha-zaken Yehudim), nominato dal governo e assistito da un consiglio di notabili (gdolei ha-qahal) costituito dai capifamiglia più istruiti e ricchi. Le principali funzioni includevano: amministrare la giustizia e prelevare le tasse a carico degli ebrei.

### Espulsione degli ebrei dalla Spagna
Nel 1492, dopo la caduta dell'ultima città musulmana di Spagna, Granada, Ferdinando II di Aragona e Isabella di Castiglia decretarono l'editto di espulsione degli ebrei. Gli ebrei furono quindi cacciati dalla Spagna e dalla Sicilia nel 1492 e dal Portogallo nel 1496. Un certo numero di questi profughi ebrei si rifugiò in Tunisia. Essi non sembrano essere stati molto numerosi come nel resto del Maghreb (dove confluirono decine di migliaia ebrei iberici), inoltre per molti di loro la Tunisia erano solo una terra di passaggio.
Tra i rifugiati spagnoli che scelsero la Tunisia ci furono diversi studiosi di grande rilievo, tra questi, ci furono il commentatore talmudico Abraham Levy-Bacrat, il talmudista Moses Alashkar, e l'astronomo e storico Abraham Zacuto, che completò il suo Sefer Yuḥasin ("Libro della genealogia") a Tunisi nel 1504.

## Periodo moderno
Dopo la conquista di Tunisi da parte degli spagnoli nel 1535, molti ebrei furono uccisi, altri furono catturati e venduti come schiavi in molti paesi cristiani. Dopo la vittoria degli Ottomani sugli spagnoli nel 1574, la Tunisia divenne una provincia dell'Impero ottomano guidata da un Dey dal 1591 e poi dal Bey dal 1640. Da questo momento in poi gli ebrei che iniziarono ad arrivare dall'Italia svolsero un ruolo importante nella vita del paese e la storia dell'ebraismo tunisino.

### TwansaeGrana

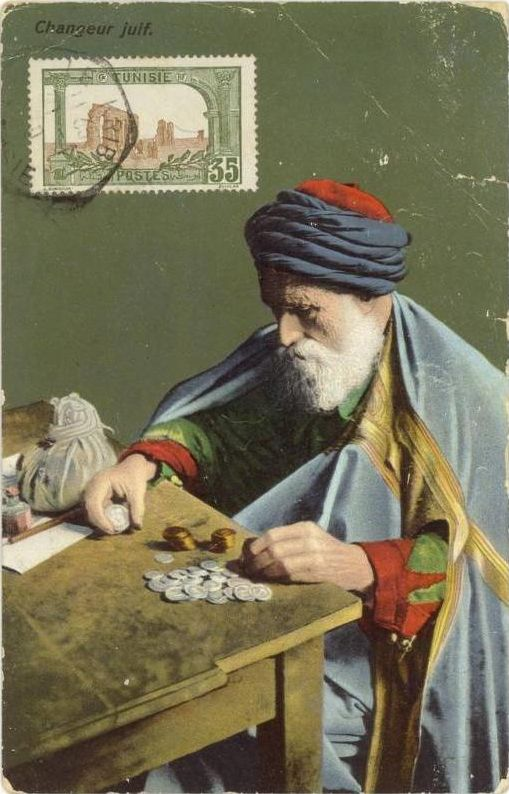
Ebreo tunisino cambiavalute, 1910 circa.

Dall'inizio del XVII secolo, alcune famiglie ebraiche di Livorno iniziarono a lasciare la Toscana per stabilirsi in Tunisia, nel quadro della creazione di relazioni commerciali. Questi nuovi arrivati, chiamati Grana in arabo e Gorneyim in ebraico, erano più ricchi rispetto ai loro compagni nativi, chiamati Twansa. Parlavano e scrivevano toscano; talvolta anche lo spagnolo e il portoghese.
Entrarono rapidamente nelle corti dei Bey, esercitando funzioni esecutive e giudiziarie come esattori, tesorieri, intermediari, medici, finanzieri e diplomatici. Anche se vivevano negli stessi quartieri, avevano pochi rapporti con i Twansa.
I Twansa parlavano un dialetto giudeo-arabo, e occupavano una posizione sociale medio-bassa. Questo è il motivo per cui, contrariamente a quanto accadeva nel resto del Maghreb, i nuovi ebrei vennero difficilmente accettati, e presto la comunità ebraica tunisina si divise in due gruppi.
In quel momento, gli ebrei svolgevano un ruolo importante nella vita economica del paese, nel commercio, l'artigianato, ma anche nel sistema finanziario-bancario. Nonostante le tasse superiori a quelle pagate dai commercianti musulmani e cristiani (10% contro 3%), i Grana furono in grado di controllare e far crescere il commercio con Livorno. Praticavano anche attività bancarie di credito e partecipavano alla liberazione degli schiavi cristiani catturati dai corsari tunisini che venivano liberati dietro riscatto.
Con la creazione di istituzioni comunitarie separate, a causa di uno scisma tra gli ebrei tunisini e livornesi, ogni comunità aveva il suo consiglio di notabili, il suo rabbino, la sua corte rabbinica, sinagoghe, le scuole, la sua macelleria e il cimitero separato. Questo fatto è confermato da una taqqana (decreto rabbinico), firmato nel luglio 1741 tra i rabbini capi Abraham Taieb (rabbino capo degli israeliti tunisini) e Isaac Lumbroso (rabbino capo degli ebrei livornesi). Questo accordo si rinnovò nel 1784 prima di essere annullato nel 1899. Questa taqqana fissò, tra le altre norme, che ogni ebreo nato in un paese musulmano che si trovasse in Tunisia doveva fare riferimento ai Twansa, mentre ogni ebreo nato in un paese cristiano doveva fare riferimento ai Grana. Inoltre, i Grana dovevano fornire un terzo del pagamento delle tasse imposte alla comunità ebraica contro i due terzi dei Twansa.
Quest'ultimo punto indica che la comunità livornese, precedentemente sotto protezione dei consoli europei, divenne perfettamente integrata in Tunisia e da quel momento in poi vennero considerati ebrei tunisini a tutti gli effetti.
Le differenze socio-culturali ed economiche tra le due comunità si rafforzarono solo nel XIX secolo. I Grana, a causa delle loro origini europee, ma anche a causa dei loro legami economici, familiari e culturali intrattenuti con Livorno, difficilmente si assimilarono ai loro correligionari tunisini. D'altra parte, l'élite ebraica indigena non aveva intenzione di rinunciare al proprio potere a favore dei nuovi arrivati.

### XVII e XVIII secolo
Durante il XVII secolo e il XVIII secolo, gli ebrei subirono sporadiche discriminazioni, soprattutto da parte del sistema giudiziario, spesso arbitrario e incline alla corruzione, escludendo solo i tribunali hanafiti, in genere più tolleranti. Gli ebrei pagavano ancora la jizya - l'importo annuo variava a seconda dell'anno, fu di 10.332 dollari nel 1756 e 4572 dollari nel 1806 - e a volte dovevano pagare spese aggiuntive (ghrâma) ogni volta che le entrate reali del sovrano erano in difficoltà, ma ciò valeva anche per i musulmani. In termini di vestiario, portavano in testa un fez nero avvolto in un turbante scuro, a differenza di musulmani che indossavano un fez rosso, circondato da un turbante bianco.
Agli inizi del XVIII secolo, lo status politico degli ebrei migliorò, grazie alla crescente influenza degli agenti politici delle potenze europee, che dovendo intervenire per migliorare le condizioni dei cristiani europei, erano costretti ad intervenire anche a favore degli ebrei. Gli ebrei più ricchi che avevano cariche nell'amministrazione e nel commercio erano generalmente molto rispettati, gli ebrei più poveri erano vittime sporadiche di discriminazione.
Tuttavia, al di là di questo clima difficile per le classi ebraiche rurali, gli ebrei non erano soggetti ad esplosioni di fanatismo religioso o di razzismo e non ci furono mai pogrom o massacri. Anche se saccheggi accompagnati da violenze sono stati talvolta segnalati, si verificarono sempre in un contesto di disturbi che influiva anche sul resto della popolazione, come nel giugno del 1752 e nel settembre 1756 a Tunisi. Inoltre, non subirono mai nessun tipo di espulsione di massa e avevano la libertà religiosa completa. Spesso condividevano con i loro vicini musulmani le loro feste religiose.
Alla fine del XVIII secolo, Hammuda Pascià tolse agli ebrei il diritto di acquistare e possedere beni immobili.

### Cambiamenti interni e sviluppi
Gli ebrei erano guidati da un rappresentante-capo (qāʾid al-yahūd) che raccoglieva le imposte e gestiva gli affari interni alla comunità, e faceva da tramite tra le autorità e la comunità ebraica.
Sotto il regno di Abu l-Hasan 'Ali I (1735-1756), il qāʾid al-yahūd iniziò a svolgere anche la carica di tesoriere del Bey, così come buona parte delle posizioni chiave nell'amministrazione delle finanze, nella raccolta delle imposte e dei dazi doganali, nella pianificazione delle spese, la gestione delle entrate, la tenuta dei libri contabili e il pagamento dei giannizzeri erano occupate da ebrei.

#### Autorità religiosa

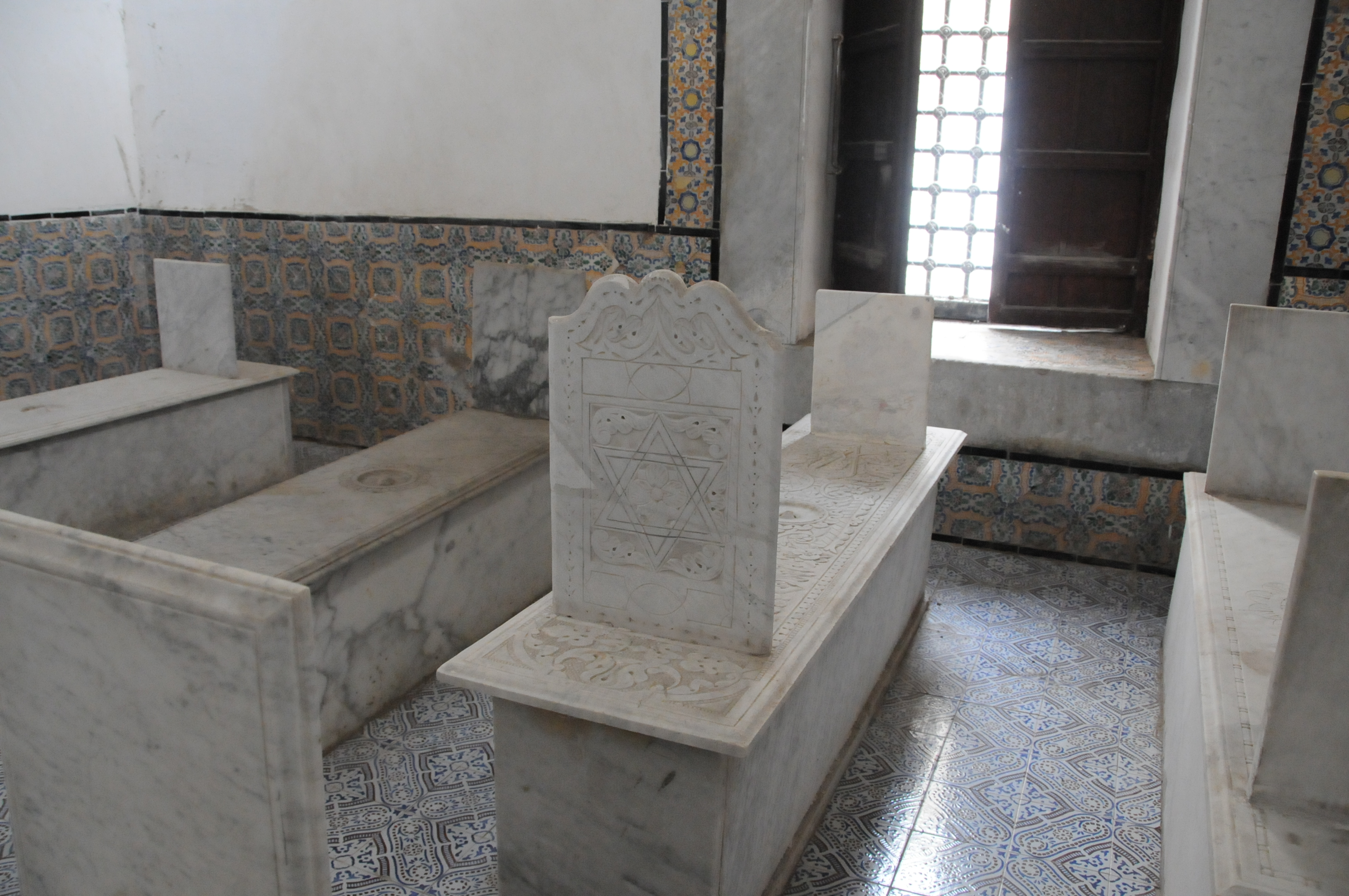
Tombe ebraiche nel mausoleo reale (Turbet el-Bey).

I rabbini avevano un notevole autorità tra i loro seguaci. Con la loro posizione di presidenti del tribunale rabbinico, assicuravano il rispetto della legge ebraica, sulla base del Shulchan Arukh, il codice legale standard, e del Talmud. I tribunali rabbinici si occupavano di questioni di statuto personale, ma anche civili e commerciali. Nei centri più piccoli l'amministrazione della giustizia era affidata a un Dayan, mentre l'appello era demandato al Beth Din, ossia il tribunale rabbinico.

### Rinnovo delle idee
L'aumento del commercio tra ebrei tunisini e livornesi facilitò il diffondersi dei libri stampati in Toscana. Ciò si tradusse con un importante rilancio degli studi ebraici in Tunisia all'inizio del XVIII secolo, grazie soprattutto ai rabbini Semah Sarfati, Abraham Ha-Cohen, Abraham Benmoussa, Taieb Abraham e Joseph Cohen-Tanugi. Tra le opere sulla Torah, il Talmud e la Kabbalah - ci furono:
- Toafot Re'em (1761-1762) Meira Dakhiya (1792 di Mordecai Baruch Carvalho, raccolta di commenti sul libro di Eliyahu Mizrahi e raccolta di commenti su vari trattati talmudici;
- Zera Yitzhak (1768) di Isaac Lumbroso, commento talmudico;
- Hoq Nathan (1776) di Nathan Borgel, commento talmudico;
- Migdanot Nathan (1778-1785) di Elia Borgel, una serie di commenti su trattati talmudici;
- Yeter ha-Baz (1787) di Nehorai Jarmon, trattato sul Talmud e la Torah;[38] · [39]
- Erekh ha-Shoulhan (1791-1891 di Isaac Taieb, libro sulle leggi e commento sul Shulchan Aruch;[40]
- Mishha di-Ributa (1805) di Raffael Messaoud El-Fassi, commento sul Shulchan Aruch;
- Mishkenot ha-roim (1860) e Hayyim va Chesed (1873) di Uziel El-Haik, una raccolta di 1.499 responsa sui più vari argomenti e una raccolta di omelie e panegirici.

### Tentativi di riforme nel XIX secolo

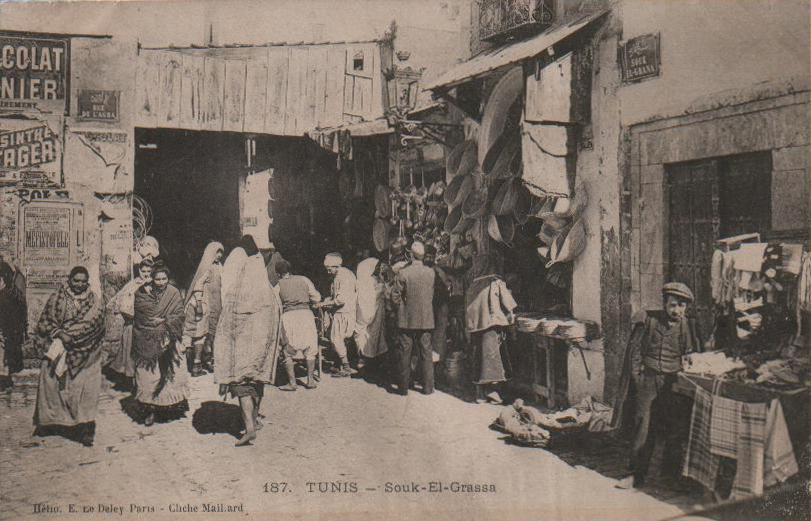
Entrata del mercato ebraico di Tunisi

Nel 1823 Mahmud Bey tentò di costringere tutti gli ebrei che vivevano in Tunisia a indossare un particolare copricapo distintivo.
Un ebreo nativo di Gibilterra, che rifiutò tale imposizione, subì un pestaggio. La sua protesta con il console britannico portò una forte reazione da parte del Regno Unito.
Il comportamento di Mahmud Bey fu in linea con l'indurimento relativo dell'atteggiamento delle autorità tunisine durante i primi decenni del secolo.
Dal punto di vista socioeconomico, il livello della popolazione ebraica era molto eterogeneo. Nei porti del paese, gli ebrei di origine europea controllavano i commerci con l'estero. Accanto a questa classe ricca di mercanti e banchieri, soprattutto livornesi, c'era una classe media composta da commercianti e artigiani, perlopiù ebrei tunisini locali.
Gli ebrei svolgevano un ruolo importante nel piccolo commercio, soprattutto nella capitale dove avevano una forte presenza in due suq della città: uno specializzato in prodotti coloniali, e l'altro specializzato nei panneggi e nelle sete britanniche e francesi. Molti erano quelli che avevano un'attività artigianale, come orafi e sarti ad esempio. Nelle zone rurali di Nabeul, Gabès e Gerba, gli ebrei lavoravano i vigneti, le palme da dattero e gli alberi da frutto e praticavano l'allevamento.

### Influenze europee
L'inclusione degli ebrei nella Dichiarazione francese dei diritti dell'uomo e del cittadino, del 27 settembre 1791, e nei decreti di Napoleone Bonaparte nel 1808 suscitò una certa simpatia per la Francia da parte degli ebrei tunisini. L'articolo 2 del Trattato del 10 luglio 1822, firmato tra la Francia di Napoleone e la Tunisia di Hammuda Pascià, stabiliva che gli ebrei toscani (Grana) dopo due anni di residenza in Tunisia, passavano sotto la sovranità del Bey e sarebbero stati considerati come gli ebrei tunisini (Twansa). Questo perché nel frattempo la Toscana era stata conquistata da Napoleone.
Ahmed I Bey adottò una politica riformista. Sulla base di un nuovo trattato toscano-tunisino del 1846, i Grana che si sarebbero stabiliti lì dopo il trattato avrebbero avuto il diritto di mantenere la loro identità di toscani senza limiti di tempo, ma ciò non valeva per gli ebrei toscani che si erano stabiliti in Tunisia prima del 1822, che sarebbero stati considerati ebrei tunisini a tutti gli effetti.
Il nuovo trattato incoraggiò molti ebrei toscani (Grana) ad emigrare in Tunisia. · 

### Regno di Muhammad Bey
Durante il lungo regno di Ahmad Bey, gli ebrei ebbero un periodo di grande prosperità. Il suo cugino e successore Muhammad Bey, continuò la stessa politica, il qāʾid degli ebrei (capo e rappresentante della comunità ebraica tunisina), Joseph Scemama, che aveva rapporti molto intimi con Muhammad Bey, usò la sua influenza a corte per migliorare la posizione degli ebrei tunisini. Nonostante Muhammad Bey si dimostrò relativamente tollerante con gli ebrei e si circondò di molti ebrei di corte, nello stesso anno della sua salita al trono, però, egli ordinò l'esecuzione di un ebreo di nome Batto Sfez perché accusato di blasfemia. Questa esecuzione suscitò una reazione della comunità ebraica e dei cristiani francesi che si rivolsero all'ambasciatore francese. Napoleone III mandò una delegazione in Tunisia e dopo due anni di trattative diplomatiche Muhammad Bey emise una costituzione, secondo la quale tutti i tunisini, senza distinzione di credo, avrebbero goduto degli stessi diritti.

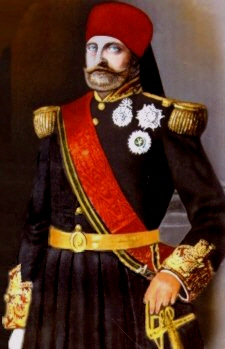
Muhammad Bey

Il seguente articolo di questa costituzione fu di particolare interesse per gli ebrei:
Durante questo periodo, a metà del 1800, gli ebrei componevano circa un sesto della popolazione della città di Tunisi e avevano almeno 27 sinagoghe nella città.

### Protettorato francese
La Tunisia divenne protettorato francese nel 1881.
Il settore terziaro divenne l'occupazione principale degli ebrei. Anche se molti ebrei continuarono a svolgere i mestieri tradizionali del commercio e dell'artigianato, i giovani iniziarono a specializzarsi nel settore bancario e delle assicurazioni. · 

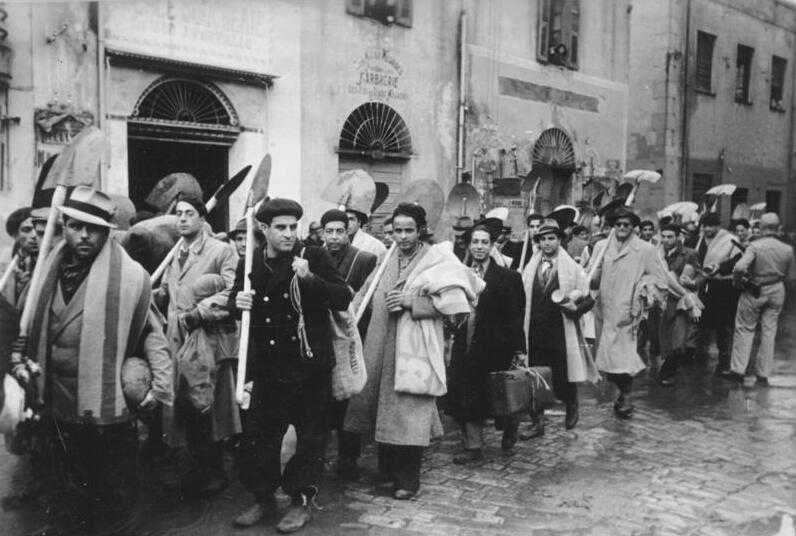
Ebrei tunisini vengono condotti ai campi di lavoro obbligatorio (dicembre 1942).

### Seconda guerra mondiale e nazismo
La Tunisia fu l'unico paese del Maghreb ad essere sotto la diretta occupazione nazista durante la seconda guerra mondiale, il Marocco e l'Algeria furono governati dalla Francia di Vichy. Quando i nazisti arrivarono in Tunisia nel novembre del 1942, essa ospitava circa 100.000 ebrei. Nonostante Ahmad II Bey tentò di proteggere gli ebrei, i nazisti riuscirono ad imporre politiche anti-semite, tra le quali costringere gli ebrei ad indossare la Stella di David come distintivo e le confische dei beni, inoltre più di 5.000 ebrei tunisini furono mandati ai campi di lavoro forzato, dove 46 di essi morirono; mentre 160 ebrei tunisini furono mandati nei campi di sterminio in Europa.

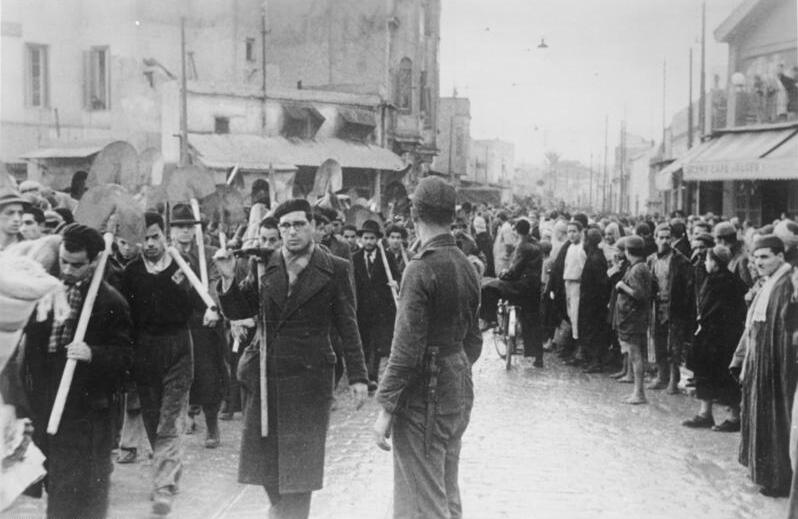
Ebrei tunisini vengono condotti ai campi di lavoro obbligatorio.

### Storia contemporanea
Nel corso del 1950, la maggior parte degli ebrei tunisini sostenne il movimento per l'indipendenza della Tunisia, guidato da Habib Bourguiba, che sarebbe diventato il primo presidente della Tunisia indipendente. Bourguiba nominò molti ebrei a posizioni di rilievo e garantì loro i diritti religiosi e civili.
Nel 1967, a causa delle tensioni causate dalla guerra dei sei giorni la popolazione ebraica iniziò ad emigrare in massa verso Israele.
Nel 1987, un colpo di Stato militare portò al governo Zine El-Abidine Ben Ali che si dimostrò amichevole nei confronti della comunità ebraica. Nel 2004, la comunità ebraica tunisina contava 1500 individui, a Tunisi la comunità aveva tre scuole elementari, due scuole secondarie, una yeshiva e il Rabbino Capo. La comunità ebraica di Gerba aveva un asilo nido, due scuole elementari, due scuole secondarie, una yeshiva e un rabbino. C'era anche una scuola elementare ebraica e una sinagoga nella città costiera di Zarzis, nonché due case per anziani, diversi ristoranti kosher e quattro rabbini.

## Galleria d'immagini

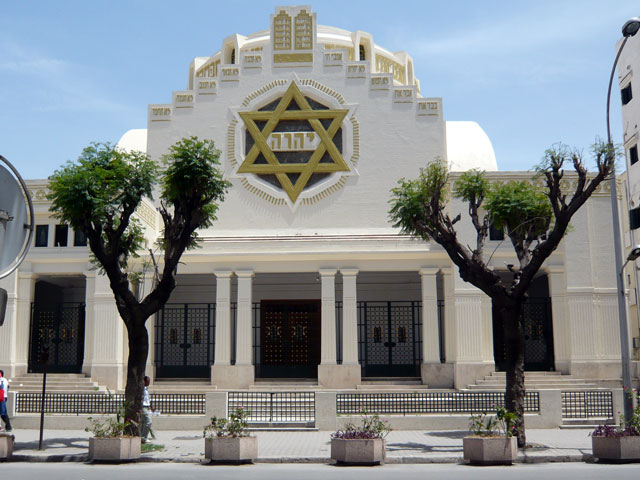
Grande sinagoga di Tunisi
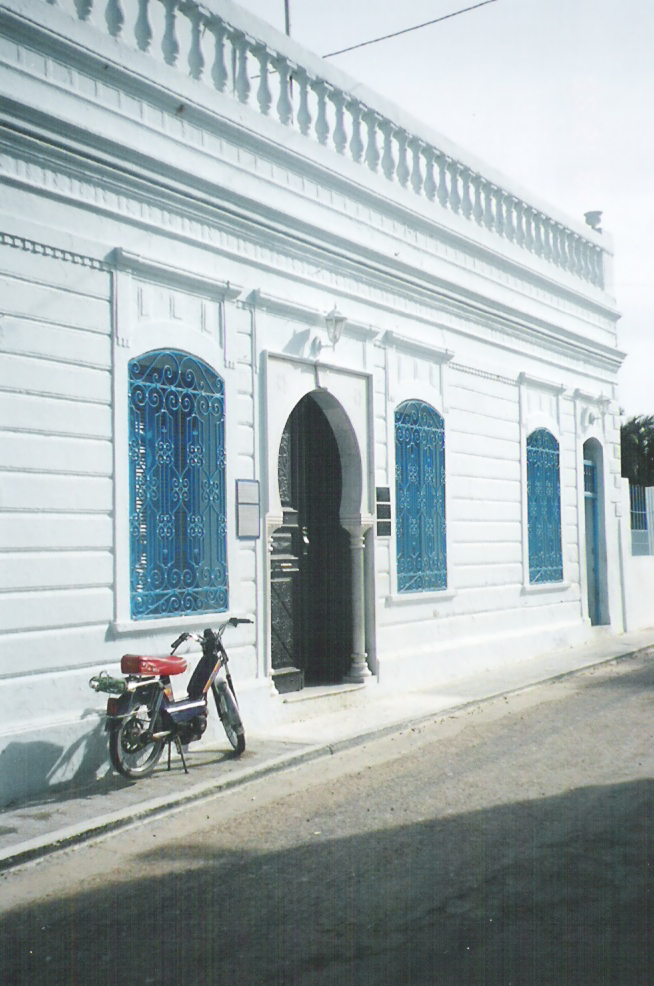
Sinagoga El Ghriba, Gerba
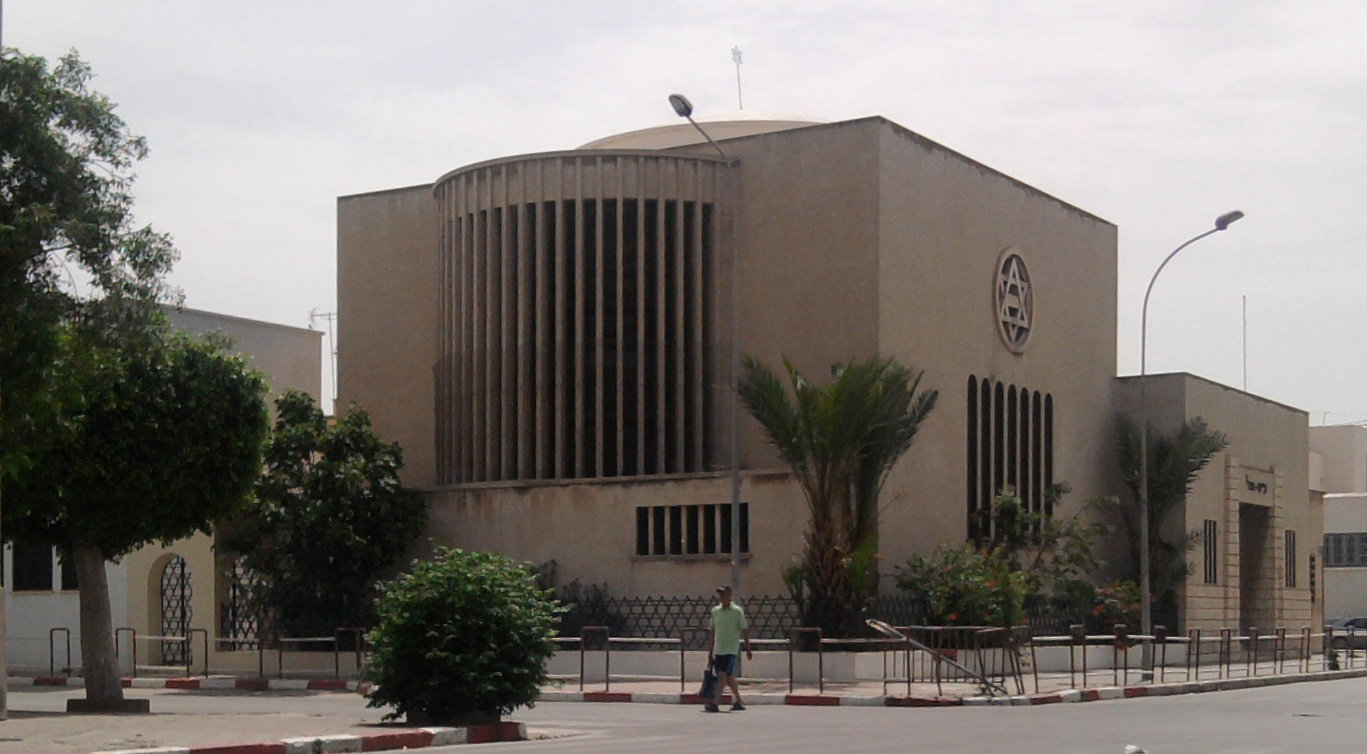
Sinagoga Bet-El di Sfax
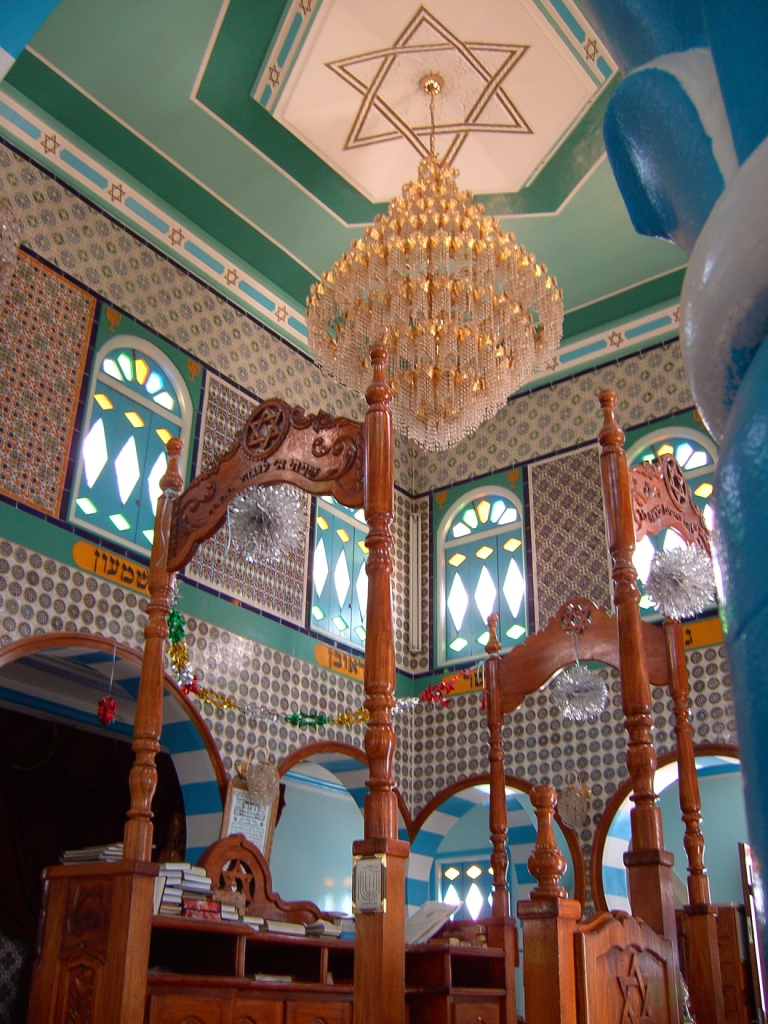
Sinagoga di Zarzis
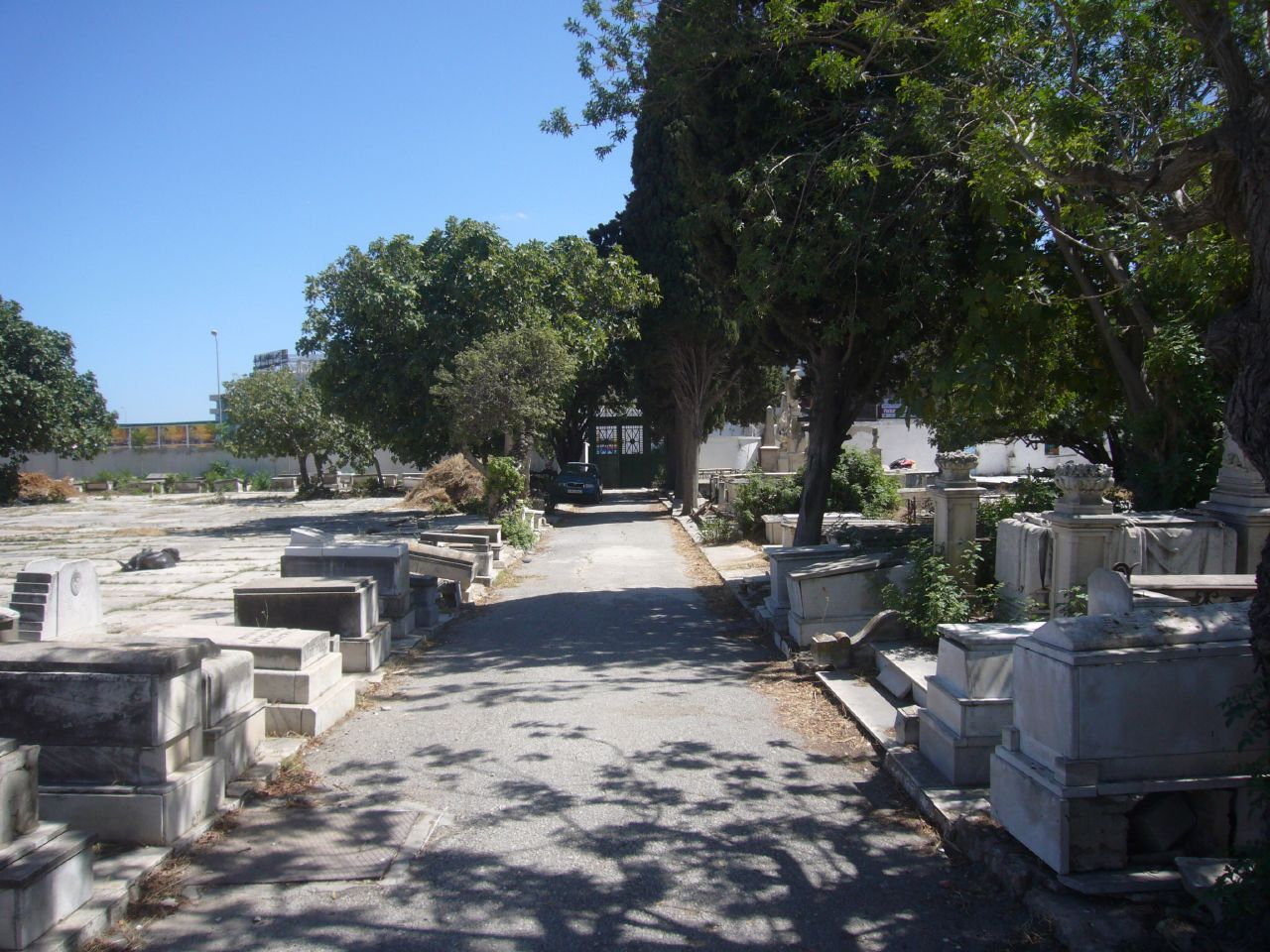
Cimitero Borgel, cimitero ebraico di Tunisi, è considerato il più grande cimitero ebraico del Maghreb e del Mediterraneo.